# Kevin Brown

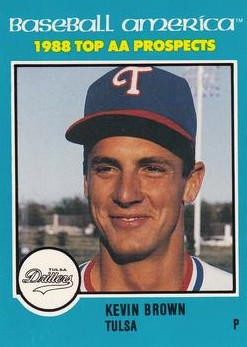
Kevin Brown, 1988.

James Kevin Brown, född 14 mars 1965 i Milledgeville i Georgia, är en amerikansk före detta professionell basebollspelare som spelade som pitcher för Texas Rangers, Baltimore Orioles, Florida Marlins, San Diego Padres, Los Angeles Dodgers och New York Yankees i Major League Baseball (MLB) mellan 1986 och 2005.
Han blev draftad av Texas Rangers i 1986 års MLB-draft.
Brown vann en World Series med Florida Marlins.